# Peter Heise
 "Heise" omdirigeres hertil. For andre betydninger af Heise, se Heise (flertydig).
Peter Arnold Heise (født 11. februar 1830 i København, død 12. september 1879 i Taarbæk) var en dansk romantisk komponist og organist. Han er mest kendt for sin musik til populære sange (f.eks. "Jylland mellem tvende have" og "Husker du i høst"), en række romancer for sang og klaver samt operaen Drot og marsk, der er med i Kulturkanonen for partiturmusik.

## Liv og gerning
Heises fødsel kostede moderen livet, og i sine barndomsår tilbragte han derfor meget tid hos den nært forbundne familie Sibbern.
Heises musikalske begavelse trådte ikke tidligt frem; han bestemtes til studierne og sattes i latinskole. Først da han var 12 år gammel, fik han en lærer i klaverspil, og da begyndte sansen for musik at vågne hos ham og udviklede sig med voksende styrke.
Efter sin studentereksamen i 1847 besluttede Heises sig for at opgive studierne og at dyrke musikken. Han studerede derefter musikteori hos A.P. Berggreen, der kom til at præge Heises værker med sine tanker om den danske folkevise som basis for musik i en national ånd.
Heise rejste i 1852 til Leipzig, hvor han studerede et halvt år under Moritz Hauptmanns ledelse, da den tyske nationalromantik var fremherskende Efter sin hjemkomst i 1853 levede han i København som musiklærer..
Umiddelbart efter studentereksamen blev han medlem af Studenterforeningen og bevarede hele livet en nær kontakt med dette miljø. Fra 1854 til 1857 var han hjælpedirigent i Studentersangforeningen. I disse år skrev han musik til sange i Hostrups komedier og vaudeviller. Derefter blev han ansat ved Sorø Akademi, hvor han var organist og musiklærer i perioden fra 1857 til 1865.
I 1859 blev han gift med Ville (Vilhelmine) Hage, der var datter af storkøbmanden Alfred Hage. Heise kunne dermed leve sit liv uden økonomiske bekymringer. Familien flyttede i 1865 tilbage til København, hvor Heise resten af sit liv koncentrerede sig om at komponere.
Heise foretog hyppige og lange rejser til Italien i 1861-1862, 1867, 1868-1869 og i 1879. Han var også i Paris i foråret 1865. I Italien mødte han den norske digter Bjørnstjerne Bjørnson og en kreds af italienske musikere i Rom, blandt andre komponisten og pianisten Giovanni Sgambati, der inspirerede ham til en række kammermusikværker.
Heise blev beskrevet som en munter, men beskeden mand, der ikke havde noget ønske om at profilere sig. Med sin på en gang beskedne og kritisk-aristokratiske holdning til tidens musikliv befandt han sig bedst i en snæver vennekreds, hvor hans enkle naturlighed og varme humor kunne udfolde sig. Mange af hans værker forblev utrykte, og ingen af dem har opusnumre eller kompositionsdato, men på trods af hans næsten flegmatiske indstilling blev han anerkendt som sin tids betydeligste vokalkomponist.

## Musikken
Heise blev allerede i samtiden anset som en af kæmperne i 1800-tallets danske musik. Hans indsats var markant på to områder: romancen og den store opera. Selv om hans operaproduktion var begrænset, fik hans hovedværk Drot og Marsk prædikatet "Den bedste danske opera i 1800-tallet". Den blev lunkent modtaget fra starten, men blev siden mere populær og spilles stadig. Hans sange og romancer var derimod talrige.
Udviklingen af den danske sang var startet i 1790'erne med Schultz og den videreførtes af Weyse og Gade. Mange andre bidrog, men Heise forfinede genren, og romancetraditionen kulminerede med den 20 år yngre P.E. Lange-Müller i slutningen af 1800-tallet. Derpå indtrådte en reaktion i starten af 1900-tallet anført af Thomas Laub og Carl Nielsen. De ønskede, at den danske sang skulle være enklere og nemmere at synge. Deres ideer blev videreført af bl.a. Poul Schierbeck og Thorvald Aagaard for så at ebbe ud omkring 1950 med bl.a. Otto Mortensen.

### Tidlige værker
I hans tidligste kompositioner mærkes påvirkningen af Weyses romancer. Hurtigt blev han også afgørende påvirket af Niels W. Gade, som han sandsynligvis først har truffet i konferensråd Holms musikalske hjem, hvor kvartetspillet drog ham stærkt til sig. Studenterlivet, som han deltog i med liv og lyst, og dirigentvirksomheden i Studentersangforeningen affødte karakteristiske og ungdommelig friske sangkompositioner både for flere stemmer, fx studentersangen "Vi er en liden, men modig Hær" (1854), "Det er Efteraar" (1855) og den morsomme "Tre Katte" (1858).
I 1856 komponerede han endelig sin ouverture til Marsk Stig; hans første arbejde for orkester, der udførtes i Musikforeningen i 1858, og hvis virkningsfulde instrumentation uden tvivl var en frugt af påvirkningen fra Gade.

### Værker fra opholdet i Sorø
Opholdet i det stille Sorø gav ham ro til at forsøge sig i større kompositionsformer. I 1860 skrev han Efteraarsstormene for soli, kor og orkester, der samme år blev fremført i Musikforeningen i København. Virksomheden ved akademiet tiltalte hans ungdommelige sind meget, og han arbejdede med iver og energi med sine små og store elever. Han fik sat skub i det musikalske liv i byen, men i længden følte han savnet af det fyldigere liv i hovedstaden, og da hans økonomiske kår gjorde ham uafhængig af et levebrød, tog han i 1865 sin afsked med Sorø og flyttede tilbage til København, hvor han derefter levede uden nogen offentlig stilling og alene var beskæftiget med sin kunst.

### Værker efter tilbagekomsten til København
Allerede før sin afrejse til Sorø havde han påbegyndt en opera, Paschaens Datter, til tekst af Henrik Hertz. Dette arbejde, som han havde fortsat under Sorø-opholdet, fuldendtes nu og indleveredes til Det kgl. Teater, hvor det dog først opførtes i 1869. Trods de lyriske partiers smukke melodier vakte operaen ikke særlig stor opmærksomhed, da den var skrevet i den traditionelle stil, og den holdt sig kun i to sæsoner. Heller ikke hans musik til balletten Cort Adeler (opført 1870) formåede at skaffe sig et langt liv på scenen (den yndefulde og karakteristiske indledning, "Folkeliv paa Piazzettaen", blev dog senere (1890) benyttet af Frederik Rung i balletten En Karnevalsspøg i Venedig). Imidlertid drog den dramatiske tonedigtning ham fortsat til sig; han skrev musik til "Palnatoke" (1867) til Ibsens Kongsæmnerne (1871), til Reckes Bertran de Born (1873), som gjorde stormende lykke, og til Munchs Fjældsøen (1875). Endelig opførtes den 25. september 1878 hans anden opera, Drot og Marsk, til tekst af Chr. Richardt, som indledt med den tidligere ouverture til Marsk Stig, gjorde et gribende indtryk og blev et betydningsfuldt led i den nationale opera. Her havde han forladt den overleverede stil, og ved at slutte sig til den nyere skoles principper, havde han skabt et virkeligt sangdrama, hvori også hans egen ejendommelige kunstnerindividualitet er bevaret.
Til sangfesten i København i 1868 komponerede han Volmerslaget for mandsstemmer med blæseorkester. I Musikforeningen opførtes 1873 hans koncertstykke Tornerose for soli, kor og orkester, som blev udgivet af Samfundet for dansk Musik med sangen : "Saa længe jeg kan mindes". Af egentlig kammermusik er intet fremkommet for offentligheden; blandt hans efterladte arbejder findes en violinsonate, komponeret omkring 1857, og en klaverkvintet, skrevet under et ophold i Rom i 1869. Endvidere har han skrevet "Kong Hakes Ligfærd" for mandskor, "Skovbækken", "Foraar og Sommer" og en del mandskvartetter, som "Jylland mellem tvende Have", "Hurra, Kammerater", "Dans, ropte Felen" og "De smukke".

### Romancer og sange
Hvad der har gjort Heise kendt som dansk komponist, er den lange række af romancer og sange, som går lige fra hans første ungdomsdage til hans død, og viser den geniale og fint forstående komponists smukke og harmoniske udviklingsgang fra det næsten weyseske udgangspunkt til de vidt forskellige "Dyveke-Sange" og "Farlige Drømme". Til de ejendommeligste og mest typiske hører sangene: "Jylland mellem tvende have", "Husker du i Høst", "Højt over Bøgens Top" samt "Sange af Shakspeare", "Bergmanden", "Digte fra Middelalderen", "Sydlandske Sange", "Erotiske Digte af Aarestrup", "Engelske Sange", "Gudruns Sorg" og "Samson". En samlet udgave af hans romancer og sange (i alt 187) udkom efter hans død i tre bind.
Den musikalske kvalitet af Heises værker byggede på hans evne til at bygge sine sange op i klart overskuelige forløb, med respekt for den strofiske form og med en fint formet melodik uden lige i dansk romancekunst. Han viser tidligt en sikker sans for at indfange et natur- eller kærlighedsdigts stemning og tilføjer et klaverakkompagnement af en klangligt forfinet og musikalsk medtolkende funktion.
Nogle musikforskere har ment, at hvis Heise havde skrevet til tyske tekster, ville hans romancer i dag være verdenskendte.
Den musikalske inspiration kom fra blandt andet Ludwig van Beethoven, Felix Mendelssohn og Robert Schumann. Stilmæssigt startede han i klassicismen, men endte i en mere ekspressiv og dramatisk romantik.

## Død
Heises liv blev afbrudt på dets højdepunkt ved hans død den 12. september 1879; netop som "Drot og Marsk" havde vakt håbet om en frugtbringende ny virksomhed for den danske scene. Ved afsløringen i marts 1887 af hans marmorbuste, som blev skænket Studentersangforeningen af hans enke, blev der givet en mindekoncert i universitetets festsal, hvor samtlige udførte kompositioner var af ham, og hvor hans ven Chr. Richardt i varme ord tolkede det tab, man havde lidt ved Heises tidlige bortgang.